# Mercedes-Benz W187
La sigla W187 identifica la Mercedes-Benz 220 W187, un'autovettura di fascia alta prodotta dal 1951 al 1955 dalla Casa tedesca Mercedes-Benz.

## Profilo e caratteristiche
Presentata al Salone dell'Automobile di Francoforte del 1951, la 220 era chiamata a sostituire la 230 W153, con la quale condivideva in pratica la stessa struttura telaistica, ad X con tubi a sezione ovale, utilizzata tra l'altro anche sulle più piccole 170V e 170S. Di questi modelli, tra l'altro, la 220 riprende anche l'impostazione stilistica decisamente rétro, tipica dei modelli del periodo immediatamente antecedente la Seconda guerra mondiale. La differenza estetica principale stava nel frontale, dove trovavano posto nuovi fari dal design più moderno, inglobati nei parafanghi.
La 220 è stata prodotta in tre varianti di carrozzeria, ancora separata dal telaio: berlina, cabriolet (a 2 o a 4 posti) e coupé. La berlina è stata di gran lunga la preferita dal pubblico, con 16.066 esemplari prodotti, mentre le cabriolet hanno totalizzato 2.275 esemplari e i coupé solamente 85 esemplari, anche a causa del fatto che il coupé è stato introdotto solo nel 1954, quando già mancava poco alla cessazione della produzione e quando la berlina non era più in produzione.
Le vere novità stavano nel motore M180 da 2.2 litri, primo 6 cilindri Mercedes-Benz del dopoguerra e primo superquadro della Casa tedesca, un motore di tipo monoalbero in testa, contrariamente al 2.3 liri della sua antenata, che era ad asse a camme laterale e valvole laterali. Con una potenza massima di 80 CV, questo motore spingeva la 220 ad una velocità massima di 140 km/h.
Il cambio era a 4 marce con frizione monodisco a secco, l'impianto frenante era idraulico a 4 tamburi e le sospensioni erano a ruote indipendenti con avantreno a triangoli trasversali e retrotreno a semiassi oscillanti.
La 220 proponeva anche alcune chicche per l'epoca, come la serratura di sicurezza per evitare l'apertura accidentale delle portiere, ed l'impianto di riscaldamento ottenibile a richiesta.
I prezzi di vendita delle 200 W187 erano di 11.925 marchi per la berlina, di 15.160 e 18.860 marchi per le due varianti di cabriolet previste e di ben 20.850 marchi per la coupé.
Tra il 1952 ed il 1953 venne realizzata una serie speciale di 220 (41 esemplari) con carrozzeria torpedo, destinate alle forze di polizia.
Nel 1954, come già detto, la berlina è stata tolta di produzione, sostituita dal modello 220S Ponton. Rimase in produzione solo la coupé, equipaggiata dal 2.2 litri M180 in versione leggermente più potente (85CV), montato sulle prime 220S berlina. La 220 Coupé W187 è stata tolta di produzione l'anno seguente, a sua volta rimpiazzata dalla versione coupé della 220S.
Durante la produzione del modello, vennero realizzati anche 47 telai nudi, destinati ad altre carrozzerie.